# Symfonieorkest van Liepāja

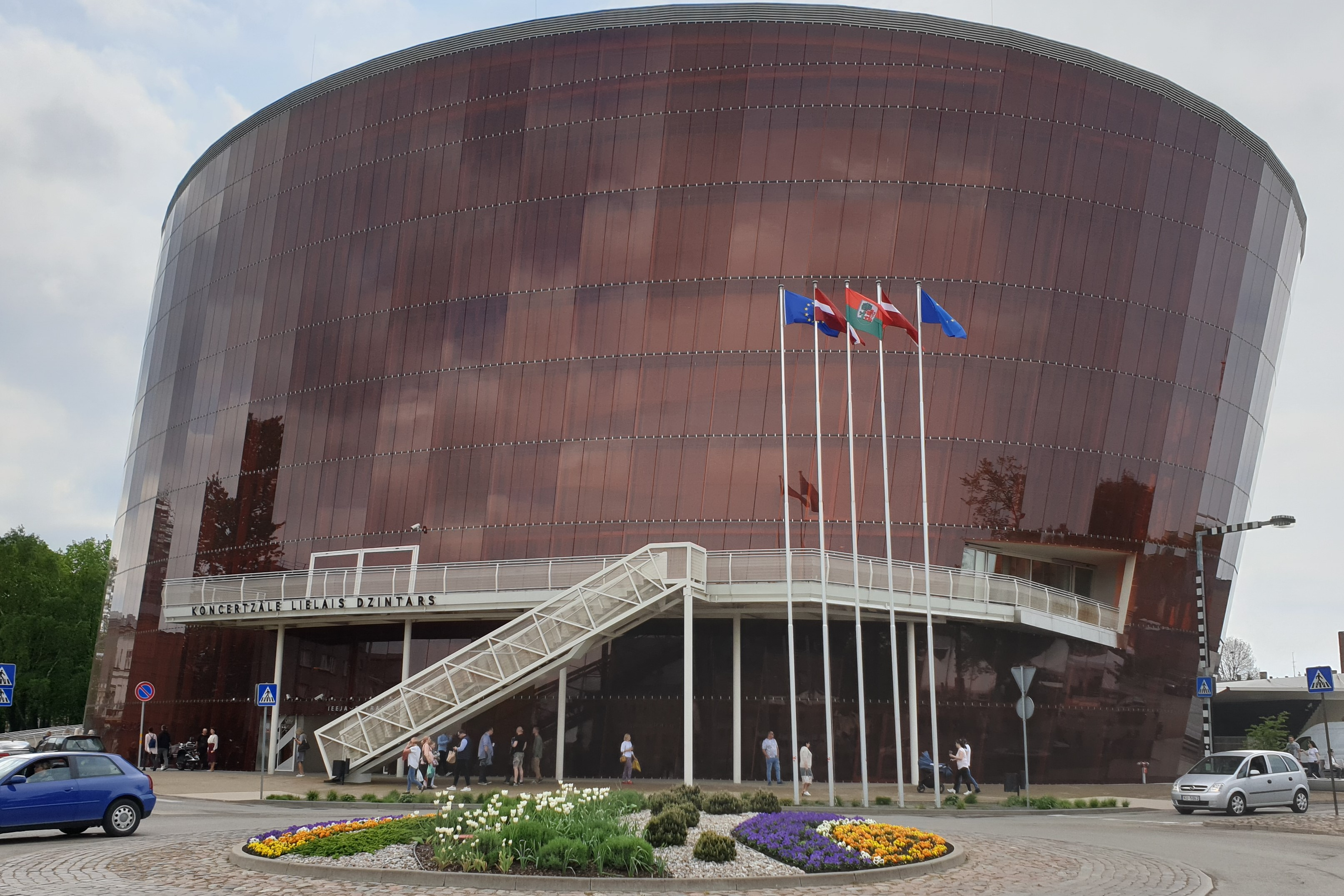
Concertzaal Amber (mei 2019)

Het Symfonieorkest van Liepāja (Liepājas Simfoniskais Orķestris) is een Lets symfonieorkest.
Het orkest dateert naar eigen zeggen uit 1881 en is opgericht in de Letse havenstad Liepāja. Het was het eerste symfonieorkest dat als zodanig functioneerde in de Baltische Staten Estland, Letland en Litouwen. Het orkest dat onder leiding stond van oprichter, muziekleraar en dirigent Hans Hohapfel (van oorsprong Duitser) had toen een bezetting van 37 musici. Deze werden in de zomer aangevuld met musici uit Duitsland, dat via Oost-Pruisen een Letland grensde en Polen. Hij zou tot 1928 het orkest leiden. Het orkest bleef bestaan tot aan de Tweede Wereldoorlog, waarna bij de Duitse inval van de Sovjet-Unie het orkest ophield te bestaan. In 1947 werd de draad weer opgepakt, al was het toen een amateurorkest dat weer verbonden was aan diezelfde muziekschool. Dirigent in die tijd was Valdis Vikmanis, die het veertig jaar zou leidde. Het eind van zijn bewind luidde ook min of meer de omzetting naar een beroepsorkest in. Onder dirigenten Laimonis Trubs (1986-1996), Jekabs Ozolins (1987-2008) en Mikhail Orehow (1988-1991)  bleef het orkest zich ontwikkelen. Onder leiding van dirigent Imants Resnis (1992-2009) werd het omgebouwd tot landelijk orkest, dat niet alleen de Baltische grenzen overstak, maar ook tot Maleisië reikte. Hij wist ook internationaal vermaarde solisten naar Letland te halen. Wanneer dirigent Atvars Lakstigala de baton overneemt luidt de naam tijdelijk het Amber Orkest, vernoemd naar de concertzaal waar zij speelt.
Van het orkest verschenen regelmatig (plaatselijk) plaatopnamen die steevast een Letse muziekprijs opleverden (tussen 1998 tot 2008 zes keer). In de jaren 10 van de 21e eeuw werd het regelmatig ingeschakeld door het platenlabel Toccata Records dat voornamelijk aandacht besteed aan vergeten componisten als bijvoorbeeld Leif Solberg, William Wordsworth en Fridrich Bruk.
Vanaf 2017 is de chef-dirigent Gintaras Rinkevicius uit Litouwen.